# Al-Mansur Umar
Al-Mansur Umar Ier, appelé également Nûr al-Din Umar est le premier sultan de la dynastie des Rassoulides, établit au Yémen à partir de 1229. Il meurt en 1250 laissant le pouvoir à son fil al-Muzaffar Yusuf.

## Biographie
Il est le descendant du turcoman Ghuzz Râsul. Ses trois fils ont participé à la conquête du Yémen au côté des Ayyoubides. Al-Mansur Umar Ier fut nommé régent du royaume durant le voyage du prince ayyoubide à la Mecque en 1229. La mort de ce dernier permis à Al-Mansur Umar Ier d'affirmer son pouvoir personnel, de placer ses proches aux postes clés et d'entreprendre des campagnes militaires dans la région.

## Règne
Il épousa la dernière femme du prince ayyoubide afin de se présenter comme un successeur légitime de l'ancien prince du Yémen. Puis en 1235, il obtient du Calife al-Mustansir le titre de sultan du Yémen. Il prend alors le laqab d'Al-Malik al-Mansur (le prince qui tient sa victoire de Dieu). 
Ses campagnes militaires lui permirent de s'emparer de La Mecque en 1238. La situation difficile dans laquelle se trouvait le sultanat Ayyoubide permit à l-Mansur Umar Ier de faire reconnaître la légitimité de son sultanat et permis à son fils al-Muzaffar Yusuf de consolider le pouvoir rassoulide à la mort de son père en 1250.